# Zugfahrzeug
Das Zugfahrzeug ist das ziehende Fahrzeug in einem Gespann bzw. Hänger- oder Sattelzug.
So ist bei einem Traktor mit Anhänger der Traktor das Zugfahrzeug.
Weitere Beispiele sind
- der Lastkraftwagen (LKW) mit Aufbau in einem Hängerzug. Das nichtmotorisierte Fahrzeug ist in diesem Fall der Anhänger.
- die Sattelzugmaschine (SZM) in einem Sattelzug. Das nichtmotorisierte Fahrzeug ist in diesem Fall der Auflieger.
- der Personenkraftwagen (PKW) in einem PKW-Gespann. Das nichtmotorisierte Fahrzeug könnte in diesem Fall z. B. ein Wohnwagen sein.
- das Fahrrad als Zugfahrzeug mit einem Fahrradanhänger, der nicht selbst angetrieben, sondern nur gezogen werden kann.